# Slave Lake
Slave Lake is een plaats (town) in de Canadese provincie Alberta en telt 6703 inwoners (2006).